# Velko Yotov
Velko Yotov Nikolaev (ou Lotov) (bulgare : Велко Йотов) est un footballeur bulgare né le 26 août 1970 à Sofia qui était un joueur international bulgare. Il a fait partie de l'équipe de Bulgarie qui a atteint les demi-finales de la Coupe du monde de 1994. Après avoir joué dans les rangs du Levski Sofia, il a été vendu pour rejoindre l'Espanyol Barcelone et a contribué à sa victoire en Segunda Division aves ses 13 buts en saison 1993/94. En 1995 en Argentine, il a passé 4 saisons avec le Newell's Old Boys avant de terminer sa carrière dans l'US A-League avec Charleston Battery et les Atlanta Silverbacks.

## Palmarès
- Champion de Bulgarie en 1993 avec le Levski Sofia.
- Coupe de Bulgarie en 1991 et 1992 avec le Levski Sofia.